# تيا فالكو
تيا فالكو (بالإيطالية: Tea Falco)‏ هي مصورة وممثلة إيطالية، ولدت في 11 أغسطس 1986 بقطانية في إيطاليا.

## وصلات خارجية
- تيا فالكو على موقع IMDb (الإنجليزية)
- تيا فالكو على موقع ألو سيني (الفرنسية)
- تيا فالكو على موقع قاعدة بيانات الفيلم (الإنجليزية)
- تيا فالكو على موقع كينوبويسك (الروسية)